# フレデリク・サンマリターノ
フレデリク・サンマリターノ (Frédéric Sammaritano, 1986年3月23日 - ) は、フランスの元サッカー選手。現役時代のポジションはMF。

## 経歴
2011年7月、ACアジャクシオと移籍金なしで契約を締結した。
2015年夏、ディジョンFCOと2年契約を結んだ。
2022年5月3日、現役引退を表明した。